# 畫師
畫師，通常指以繪畫為職業的人，包括以繪製大量生產畫作（行貨畫）為生的人，經驗和技術較淺的多稱為「畫工」或「畫匠」。